# Orchidantha laotica
Orchidantha laotica là một loài thực vật có hoa trong họ Lowiaceae. Loài này được Kai Larsen miêu tả khoa học đầu tiên năm 1961.

## Từ nguyên
Tính từ định danh laotica để chỉ Lào, quốc gia nơi người ta thu thập mẫu của loài này.

## Mẫu định danh
Mẫu định danh: A.F.G. Kerr 21284, do Arthur Francis George Kerr thu thập ngày 28 tháng 4 năm 1932, trong rừng thường xanh ở cao độ 200 m gần làng Muang Baw (Muang Bo?), một trấn của Lào gần Viêng Chăn, lưu tại phòng mẫu cây của Vườn Thực vật Hoàng gia tại Kew (K).

## Mô tả
Cây thân thảo cao tới 80 cm. Thân rễ nằm ngang chứa các rễ mập. Lá có cuống dài tới 45 cm, phiến lá hình mác, dài 35-50 cm, rộng 10-15 cm. Cụm hoa dạng xim, chủ yếu phân nhánh, chen chúc, bao gồm các hoa của xim hoa bọ cạp sắp xếp dạng quạt (rhipidium) trên các trục bên, mỗi trục một lá bắc dài 4 cm rộng 1 cm, đỡ bởi một vảy dài 7-15 mm ở đoạn giữa, lá bắc lưng 2 đường gờ dài 1-1,5 cm, rộng 3-5 mm gần đáy. Ống đài dài 2,5 cm, cánh đài là 3 thùy thẳng-hình mác, không đều, nhọn thon, dài tới 3 cm, rộng 5 mm, màu trắng ánh xanh lục (theo Pu Zou et al. (2017) thì cánh đài màu trắng ánh xanh lục ở đáy với ánh đỏ gỉ sắt dày đặc, theo mẫu Leong-Škorničková et al. JLS-1800 thu thập gần Vangvieng). Các cánh hoa bên dài khoảng 1 cm, tù, có lông rung ở đỉnh, rộng 4 mm. Cánh môi hình thuyền, dài 2-2,5 cm, màu nâu sẫm, trang trí với các sọc màu vàng. Nhị 5, với nhị lép giống mụn cơm chiếm vị trí thứ 6, dài 5-6 mm. Bầu nhụy hạ; vòi nhụy dài 5 mm; đầu nhụy hình nón ngược, phần trên chẻ 3 thùy, với các thùy có khía ngắn, dài 3 mm. Không rõ quả.

## Phân bố
Loài bản địa Lào (tỉnh Viêng Chăn).